# Bellevalia mathewii
Bellevalia mathewii là một loài thực vật có hoa trong họ Măng tây. Loài này được Özhatay & Koçak mô tả khoa học đầu tiên năm 2000.